# 정호영 (요리사)
정호영(鄭浩泳, 음력 1976년 8월 20일~)은 대한민국의 요리사이다.
- 2020년대 초반 2022년 12월 초반 영호정이란 이름 변경 되었다.

## 학력
- 경성고등학교 (졸업)
- 츠지 조리사 전문학교(일본어판)(졸업)

## 출연 작품

### 텔레비전 프로그램
- 《냉장고를 부탁해》 (2014~2019) - 고정 출연
- 《대식가들》 (2016~2017) - 고정 출연
- 《위대한 수제자》 (2019) - 고정 출연
- 《식탁의 기사》 (2019) - 고정 출연
- 《위대한 배태랑》 (2020) - 고정 출연
- 《와카남》 (2021) - 10회 VCR 출연 (홍현희 제이쓴 부부 편 출연)

### 드라마
- 《킹더랜드》 (2023, JTBC) - 킹더랜드 파티 셰프 역 (특별출연)

## 수상 목록
- 2021년 KBS 연예대상 핫이슈 예능인상 (사장님 귀는 당나귀 귀)
- 2022년 KBS 연예대상 베스트 아이콘상 (사장님 귀는 당나귀 귀)